# Aphaenina bimaculata
Aphaenina bimaculata är en insektsart som beskrevs av Schmidt 1905. Aphaenina bimaculata ingår i släktet Aphaenina och familjen lyktstritar. Inga underarter finns listade i Catalogue of Life.